# 礫群

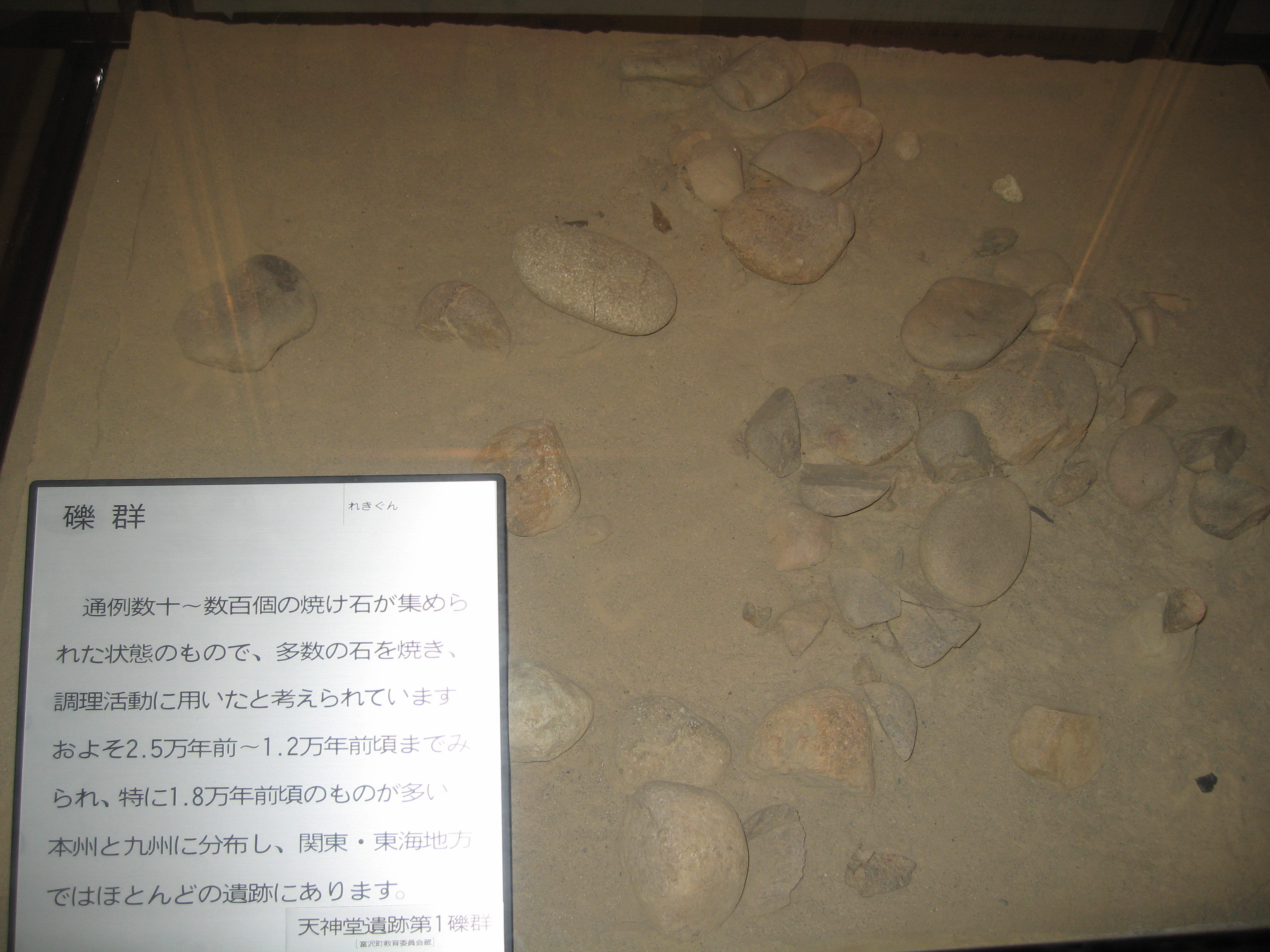
日本の旧石器時代に調理に用いられたとされる礫群（山梨県天神堂遺跡）

礫群（れきぐん、䃯群）は、日本列島の後期旧石器時代、とくにその後半期によく見られる遺構、または遺物の出土状態である。こぶし大程度の礫（かわら石）とその破片がまとまって分布している状態で、多くの場合礫は被熱して赤化・黒色付着物などの表面変化が認められ、破片は被熱破砕によるものが多い。加熱した礫で調理対象を覆う、蒸し焼き調理の痕跡と考えられている。なお縄文時代にも、同一形態の調理跡とみられる礫群遺構が存在するが、こちらは「集石（または集石遺構）」と呼び別けられている。

## 概要
礫が密接・重複して出土する場合も多く、直径0.4～2m程度の広がりを持つものが多い。東京都小金井市前原遺跡Ⅳ中2層では直径8mを超える大型の礫群が検出されている。後期旧石器時代後半期の前半、武蔵野台地における立川ローム層Ⅴ層～Ⅳ中層（相模野台地B2L～B1下部、愛鷹・箱根山麓BB1～YL下部）でとくに多く検出される。
礫の破片は、同一の礫群内だけでなく遺跡内の別の礫群の間でも接合することがあり、破砕後も繰り返し利用されたことを示す。

## 配石
被熱痕跡のない関係の礫が一定の範囲に分布している状態。基準は明瞭ではないが、多くの場合、礫群に使用されるより大型の礫が、密集せずに分布しているものを指すことが多い。東京都東久留米市自由学園南遺跡や、神奈川県藤沢市南葛野遺跡など後期旧石器時代後半期の前半、武蔵野台地における立川ローム層Ⅴ層～Ⅳ下層（相模野台地B2L中～上部）では、複数の磨石がまとまって出土した事例が報告されている。神奈川県相模原市田名向原遺跡では、炉跡、柱穴を伴う円形の配石が住居跡の構成要素の一部として認められた。類似の、円形の配石と炉跡の組み合わせは、神奈川県相模原市小保戸遺跡（こほといせき）でも確認されている。

## 配石炉（石囲炉）
大型の礫を円形状に配し、中央に炭化材等が検出される遺構で、配石と異なり被熱痕跡が見られる。神奈川県愛甲郡清川村サザランケ遺跡、静岡県駿東郡長泉町野台遺跡など後期旧石器時代後半期の後半（武蔵野台地における立川ローム層Ⅳ上層相当、相模野台地B1上部、愛鷹・箱根山麓YL中部）、および長野県上水内郡信濃町上ノ原遺跡、静岡県沼津市休場遺跡など後期旧石器時代終末期細石刃石器群の遺跡で報告されている。

### 書籍・資料集
- 小金井市史編さん委員会「第3章 小金井の旧石器時代 用語の解説 後期旧石器時代の遺跡の構成：礫群」『小金井市史 資料編 考古・中世』小金井市、東京、2019年3月、109頁。

- 鈴木, 次郎、安蒜, 政雄、畠中, 俊明、小池, 聡、中村, 喜代重、諏訪間, 順、伊藤, 健、吉田, 政行 ほか『第17回考古学講座ーかながわの旧石器時代のムラと住まいを探る』2010年3月7日（原著2010年3月7日）。doi:10.24484/sitereports.19115。 NCID BB02244572。

- 鈴木, 次郎、安蒜, 政雄、畠中, 俊明、小池, 聡、中村, 喜代重、諏訪間, 順、伊藤, 健、吉田, 政行 ほか『第17回考古学講座ーかながわの旧石器時代のムラと住まいを探る」記録集』2011年3月6日（原著2011年3月6日）。doi:10.24484/sitereports.19116。

- 鈴木忠司、古代学協会『礫群から見た岩宿時代集落の研究』古代学協会、京都、2018年10月、109頁。

### 発掘調査報告書
- 相模原市教育委員会『国指定史跡　田名向原遺跡保存整備報告書』相模原市教育委員会、神奈川、2009年3月。

- 自由学園南遺跡調査団『自由学園南遺跡』東久留米市、東京、1991年。

- 鈴木, 次郎、恩田, 勇『宮ヶ瀬遺跡群Ⅵ』 8巻神奈川県横浜市南区中村町3-191-1〈かながわ考古学財団調査報告〉、1996年3月25日（原著1996年3月25日）。 NCID AA11275538。

- 戸羽, 康一、大塚, 健一、木村, 吉行、栗原, 伸好、畠中, 俊明、宮坂, 淳一『小保戸遺跡』 288巻神奈川県横浜市南区中村町3丁目191番地1〈かながわ考古学財団調査報告〉、2013年3月15日（原著2013年3月15日）。 NCID AA11275538。

- 長泉町教育委員会『中尾・イラウネ・野台』長泉町教育委員会、静岡、1986年。

- 中村, 由克、菅沼, 亘、土橋, 由理子『上ノ原遺跡（第1次・北部高校分校跡地地点）発掘調査報告書』長野県上水内郡信濃町柏原428-2〈信濃町の埋蔵文化財〉、2008年3月31日（原著2008年3月31日）。doi:10.24484/sitereports.9053。 NCID BB02431988。

- 南葛野遺跡発掘調査団『南葛野遺跡』南葛野遺跡発掘調査団、神奈川、1995年。